# Nesiosphaerion charynae
Nesiosphaerion charynae är en skalbaggsart som beskrevs av Steven W. Lingafelter 2008. Nesiosphaerion charynae ingår i släktet Nesiosphaerion och familjen långhorningar. Inga underarter finns listade i Catalogue of Life.